# 外阿彭策尔州
外阿彭策尔州（德語：Kanton Appenzell Ausserrhoden）是瑞士的一個州。該州的州政府及州議會設在黑里紹。司法部門設在特羅根。位於瑞士的東北部。與聖加侖州和内阿彭策尔州兩州接壤。外內阿彭策爾原本與內阿彭策爾州同屬阿彭策爾州。在1597年，因為宗教原因，阿彭策爾州被拆分為今日的內阿彭策爾州和外阿彭策爾州。

## 外部連結
- 州政府（页面存档备份，存于） （德文）